# Per Wilhelm Bergstrand
Per Wilhelm Bergstrand, född 26 maj 1807 i Sala, död 18 januari 1874, var en svensk präst, författare och skolrektor.
Bergstrand var son till hovslagaren Fredrik Bergstrand i Sala. Fadern dog då Per Wilhelm var sju år gammal och Per Wilhelm tvingades Efter att ha inskrivits som student vid Uppsala universitet 1823 kunde han 1830 avlägga prästexamen och prästvigdes i Västerås samma år. Därefter tillträdde han en tjänst som pastorsadjunkt i Kila socken 1830 och i Kumla socken 1833. Efter att 1833 ha inhämtat växelundervisningsmetoden i Stockholms stads allmänna barnskola hösten 1833 blev han 1834 kollega vid Arboga stadsskola. Bergstrand blev 1836 rektor i Hedemora och 1838 i Lindesberg. Från 1839 var han även brukspredikant vid Vedevågs bruk. 1842 var han ordförande vid prästmötet i Västerås. 1852 erhöll Bergstrand tillstånd att utom förslag söka regala pastorat inom Västerås stift. 1856 blev han kyrkoherde i Hjulsjö socken, 1860 prost.
På grund av en tidigt framträdande dövhet märkbar redan under studietiden vilken mot slutet av livet isolerade honom kom han att ägna sig åt flitiga självstudier. Han intresserade sig inte bara för teologi och filosofi utan även en mängd vetenskapsgrenar som språk, astronomi, geologi och matematik. Även kabbalistiken intresserade honom. Bergstrand ansåg själv att han skulle ha passat bättre som översättare än som präst, och fick även erbjudan om anställning vid det Lindhska tryckeriet i Örebro, men vågade inte överge sin läroverksanställning för en otrygg verksamhet vid ett privat företag. Från 1849 var han dock flitigt verksam som författare och översättare.